# Bodø
Bodø város Norvégia Észak-Norvégia földrajzi régiójában. Közigazgatásilag Bodø község és Nordland megye székhelye.
2024-ben Bodø elnyerte az Európa kulturális fővárosa címet. Szonja norvég királyné nyitotta meg a rendezvénysorozatot, ekkor 12-15 000 ember gyűlt össze a kikötőben a nagyszabású megnyitó ünnepségen.
A városképet sokáig uralta az 1971-ben épült Radisson BLU Hotel 14 szintes épülete. Elsősorban a 2010-es évektől a belvárosban a korábbi régebbi épületek helyére számos modern lakóházat, irodaépületet és szállodát építettek és több magas épületet is emeltek, amelyek 2020-as évekre a városnak új lendületet és látképet adtak.
Az elmúlt években épült toronyházak közül a Scandic Havet hotel 18 emeletes épülete 2014-ben készült el. A 14 szintes Bodø 360 lakó- és irodakomplexum 2018-ban épült. A Comfort Hotel Bodo épülete pedig 2021-ben.

## A város intézményei, létesítményei
A város a Nord Egyetem (angolul Nord University, norvégul Nord universitet) egyik fő campuszának központja. A felsőoktatási intézmény 2016. január 1-jén jött létre a Nordlandi Egyetem, a Nesna University College és a Nord-Trøndelag University College fúziójának eredményeként. Az egyetemnek 11 300 hallgatója és 1400 alkalmazottja van Bodø-n kívül az oktatás Levanger, Steinkjer, Stjørdal, Mo i Rana, Namsos, Nesna és Vesterålen helyszíneken folyik.  Norvégia Rendőr-akadémiájának (Politihøgskolen) egyik campusa is Bodø-ban működik, közvetlenül a Nord University mellett található.
Bodø-ban található a norvég polgári légiközlekedési hatóság (Luftfartstilsynets), valamint az észak-norvégiai közös mentéskoordinációs központ (Hovedredningssentralen i Nord-Norge), ami a 65. szélességi körtől északra koordinálja a keresési és mentési műveleteket.
A várostól 22 km-re, Reitanban található a Norvég Fegyveres Erők észak-norvégiai parancsnoksága.
A város kórháza a Nordlandssykehuset helyi és regionális hatáskörrel rendelkezik. 
A város több cégnek (Nordlandsbuss közlekedési társaság, Bodø Energi) is a központja, illetve a Nordlandsbanken pénzintézet székhelye is itt található. 
A városban több bevásárlóközpont is van, ezek közül a legnagyobb a City Nord, amely 66.000 m2 területen 105 üzlettel rendelkezik. A belvárosban a Koch Kjøpesenter bevásárlóközpont 40 üzlettel rendelkezik.

## Földrajz
Bodø az északi sarkkörnél valamivel északabbra található, az éjféli nap június 2-től július 10-éig tart.
A világon a legerősebb árapály Bodøtől 30 km-re keletre, a Saltstraumen nevű tengerszorosban található.

### Éghajlat
Bodø Norvégia egyik legszelesebb városa, mivel a félsziget, amin fekszik, a Norvég-tenger felől védtelen. A teljes hóborítottság télen ritkaságszámba megy, ami nem csak a szél, hanem inkább az északi szélességéhez képest enyhe tél következménye. A januári átlaghőmérséklet -2,2 °C, míg a júliusi 12,5 °C, az éves átlaghőmérséklet 4,5 °C, és az éves csapadékmennyiség átlagosan 1020 mm.
| Hónap                         | Jan. | Feb. | Már. | Ápr. | Máj. | Jún. | Júl. | Aug. | Szep. | Okt. | Nov. | Dec. | Év   |
| ----------------------------- | ---- | ---- | ---- | ---- | ---- | ---- | ---- | ---- | ----- | ---- | ---- | ---- | ---- |
| Átlagos max. hőmérséklet (°C) | 1,0  | 0,0  | 1,0  | 5,0  | 9,0  | 13,0 | 16,0 | 15,0 | 12,0  | 7,0  | 4,0  | 2,0  | 7,1  |
| Átlagos min. hőmérséklet (°C) | −2,0 | −3,0 | −2,0 | 2,0  | 6,0  | 9,0  | 12,0 | 11,0 | 8,0   | 4,0  | 1,0  | −1,0 | 3,8  |
| Átl. csapadékmennyiség (mm)   | 86   | 64   | 68   | 52   | 46   | 54   | 92   | 88   | 123   | 147  | 100  | 100  | 1020 |
| Havi napsütéses órák száma    | 8    | 43   | 114  | 158  | 218  | 220  | 172  | 166  | 98    | 54   | 16   | 1    | 1268 |
| Forrás: storm.no              |      |      |      |      |      |      |      |      |       |      |      |      |      |

## Történelem
Bodø 1816-ban nyert városi rangot, ma Nordland megye székhelye. A város nagy része megsemmisült egy német támadásban 1940. május 27-én. 6000 lakosából 3500 vesztette el otthonát a támadáskor. A súlyos lakáshiány miatt a svéd kormány segített 107 lakás megépítésében 1941 telén. Ezek a házak szorosan egymás mellé épültek a városon kívül. Ezt a Bodø szívében található területet neve mai napig is "svenskebyen", azaz a svéd város.
A várost a háború után következetesen visszaépítették. Az újjáépítés 1959-ben az új városháza elkészültével fejeződött be.
Bodøben található a NATO egyik nagy légibázisa, ennek a Hidegháború alatt volt nagy jelentősége.
2005 óta Bodø községhez csatolták a korábban formálisan független Skjerstad községet.

## Turizmus
Bodø leginkább a csodálatos táji környezetéről híres. Saltstraumen mellett a község számos más vad helyet is kínál a túrázóknak.

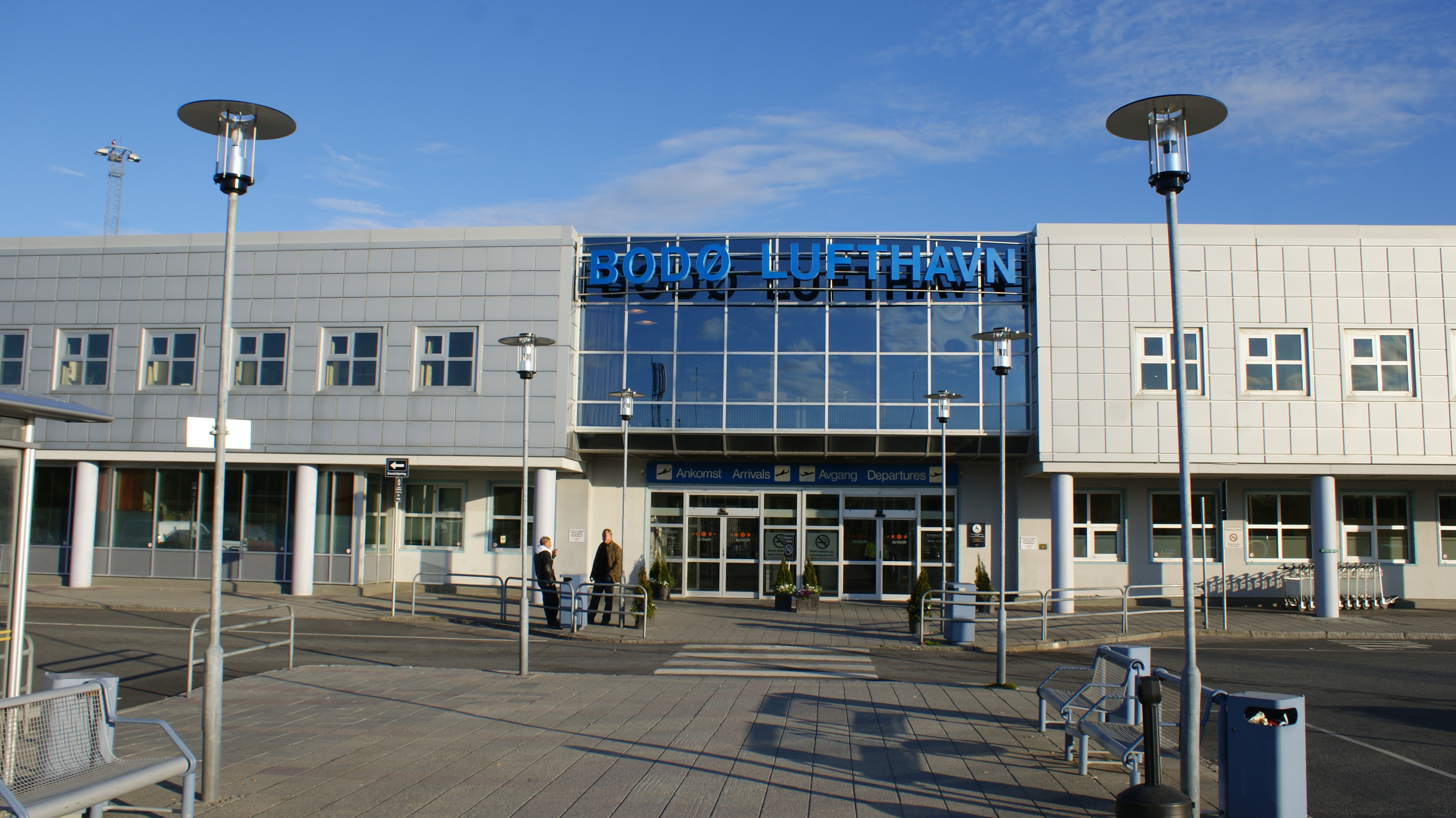
Bodø repülőtere

## Közlekedés
Bodø a norvég vasúthálózat legészakibb pontja. Az északabbra fekvő városok, így Narvik már csak busszal közelíthetők meg szárazföldi tömegközlekedéssel. Bár Narvik rendelkezik vasúttal, az már Kiruna felé, a svéd vasúthálózatba csatlakozik. A vasút 1961-ben épült meg Bodøig. Bodø repülőtere 1962 óta üzemel két kilométerre a városon kívül. Bodø és a Lofoten szigetcsoport között rendszeres kompjárat közlekedik.

## Képek

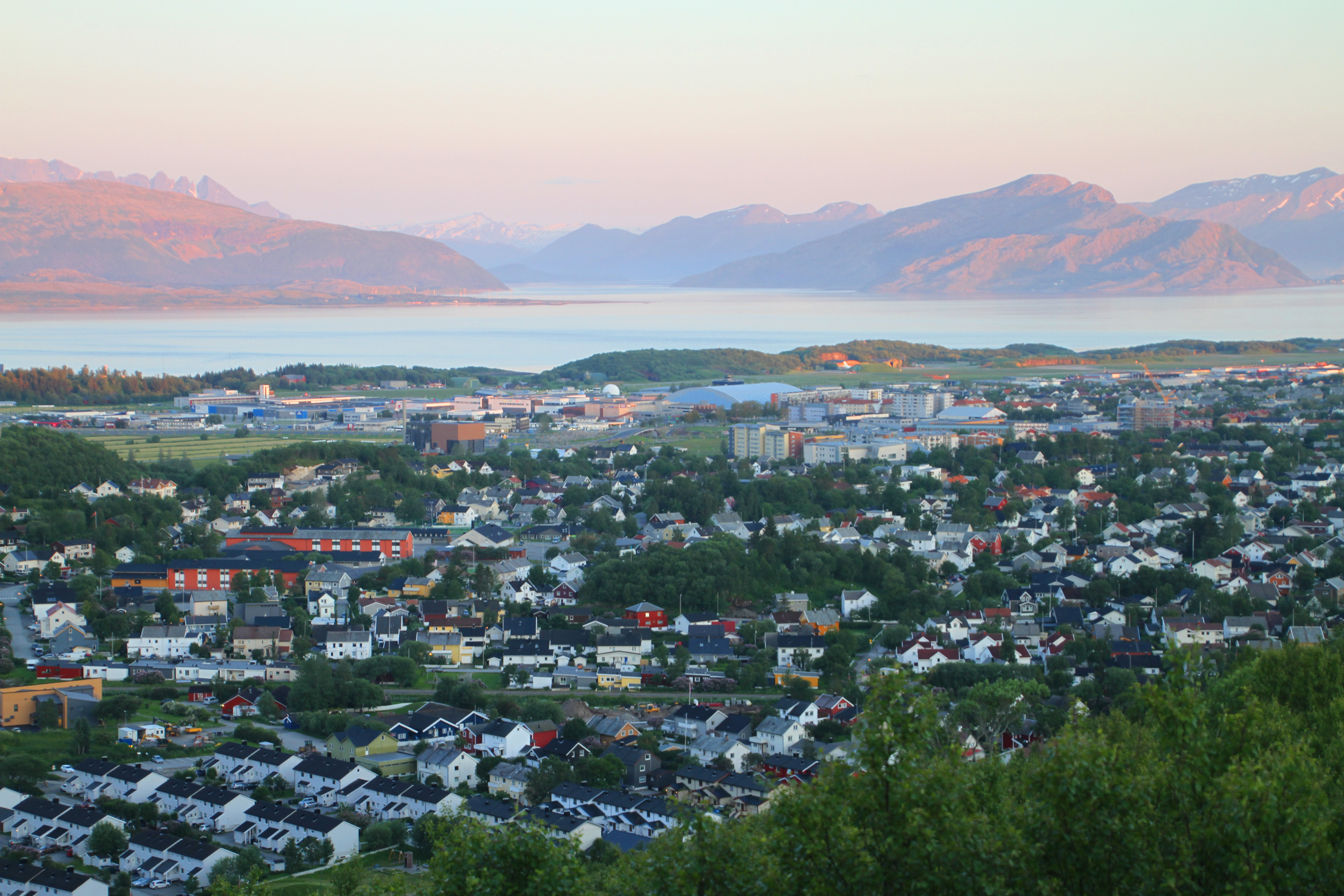
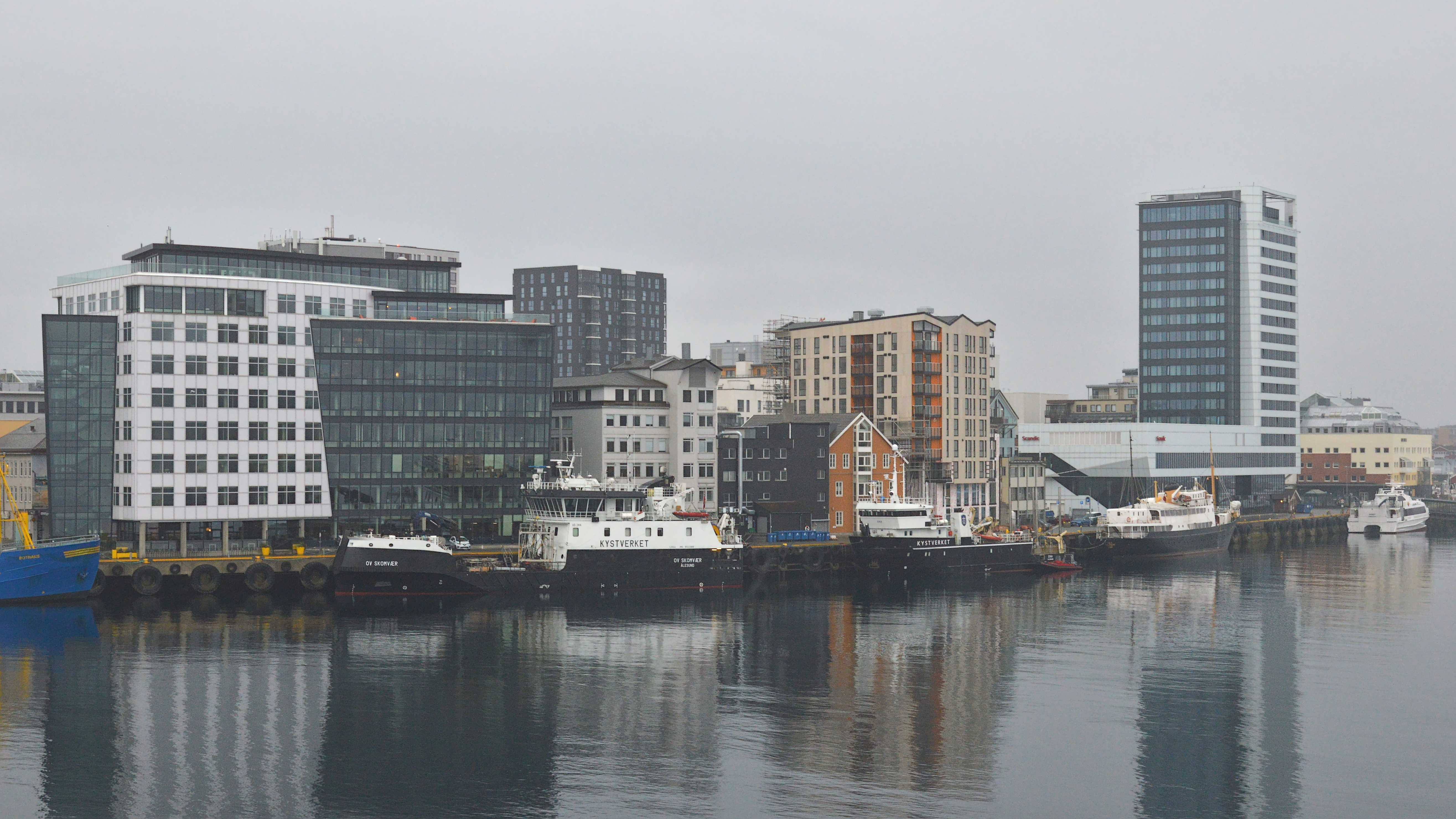
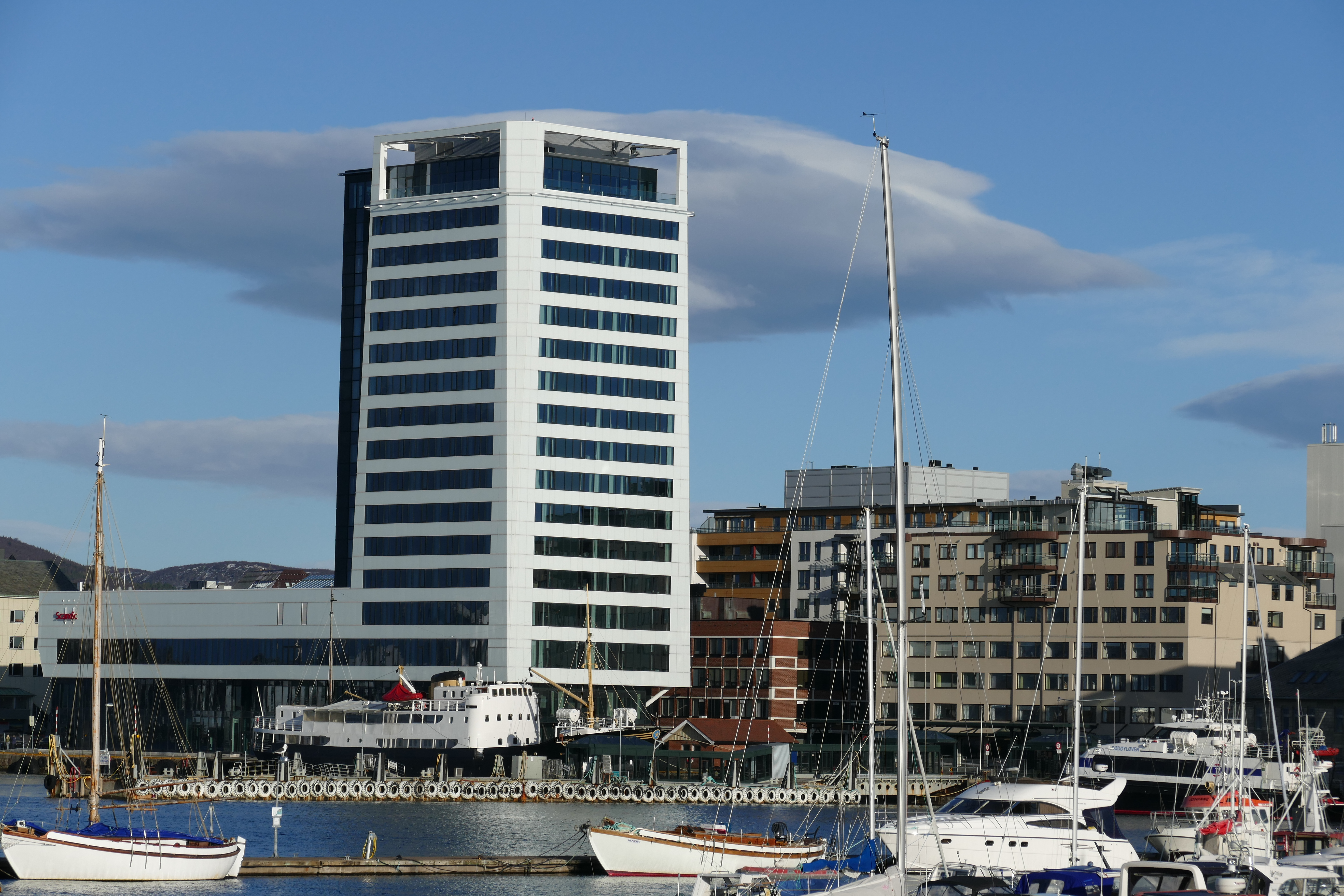
Scandic Havet hotel
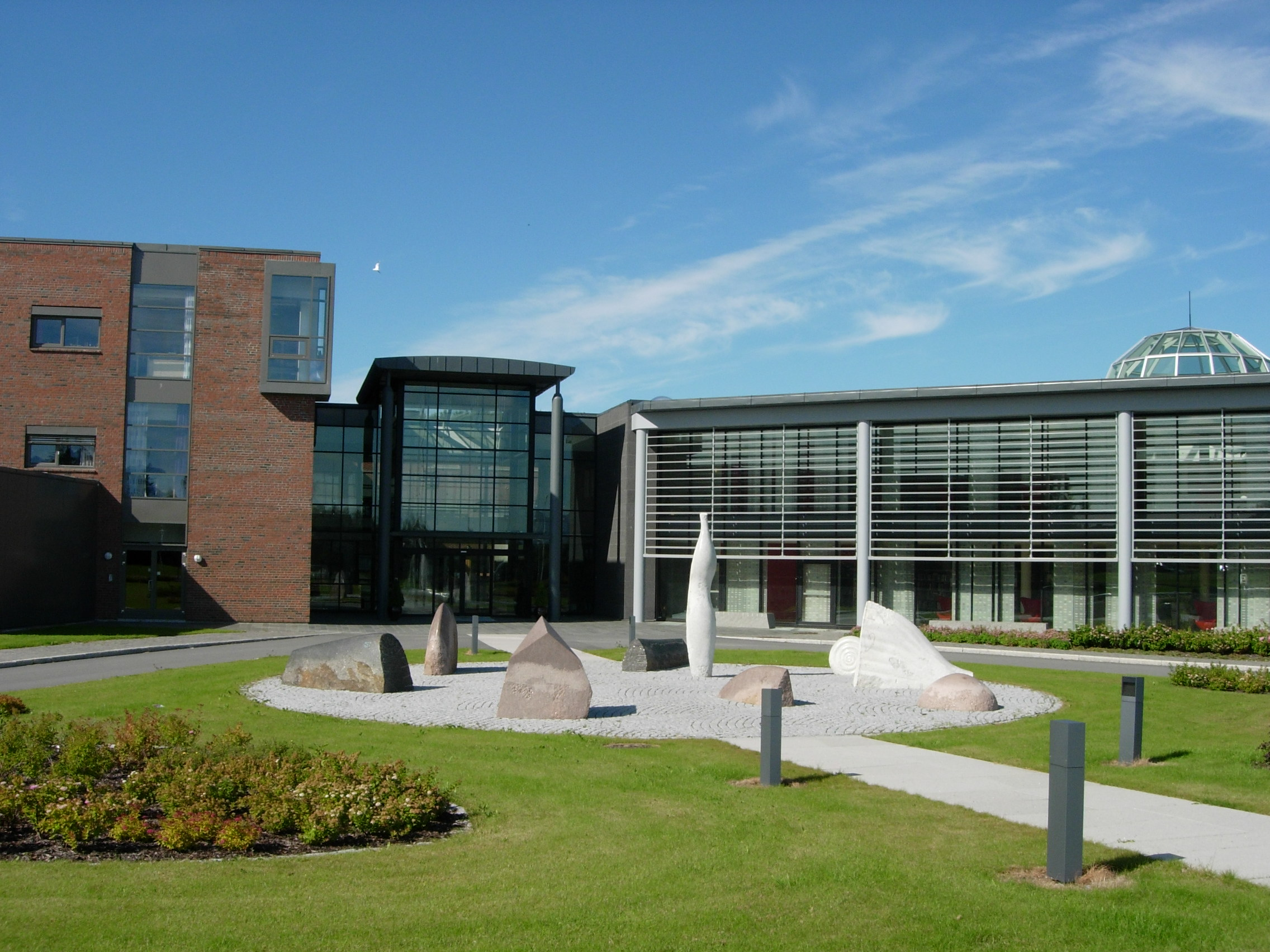
Nord universitet